# Anselm Barba i Balansó

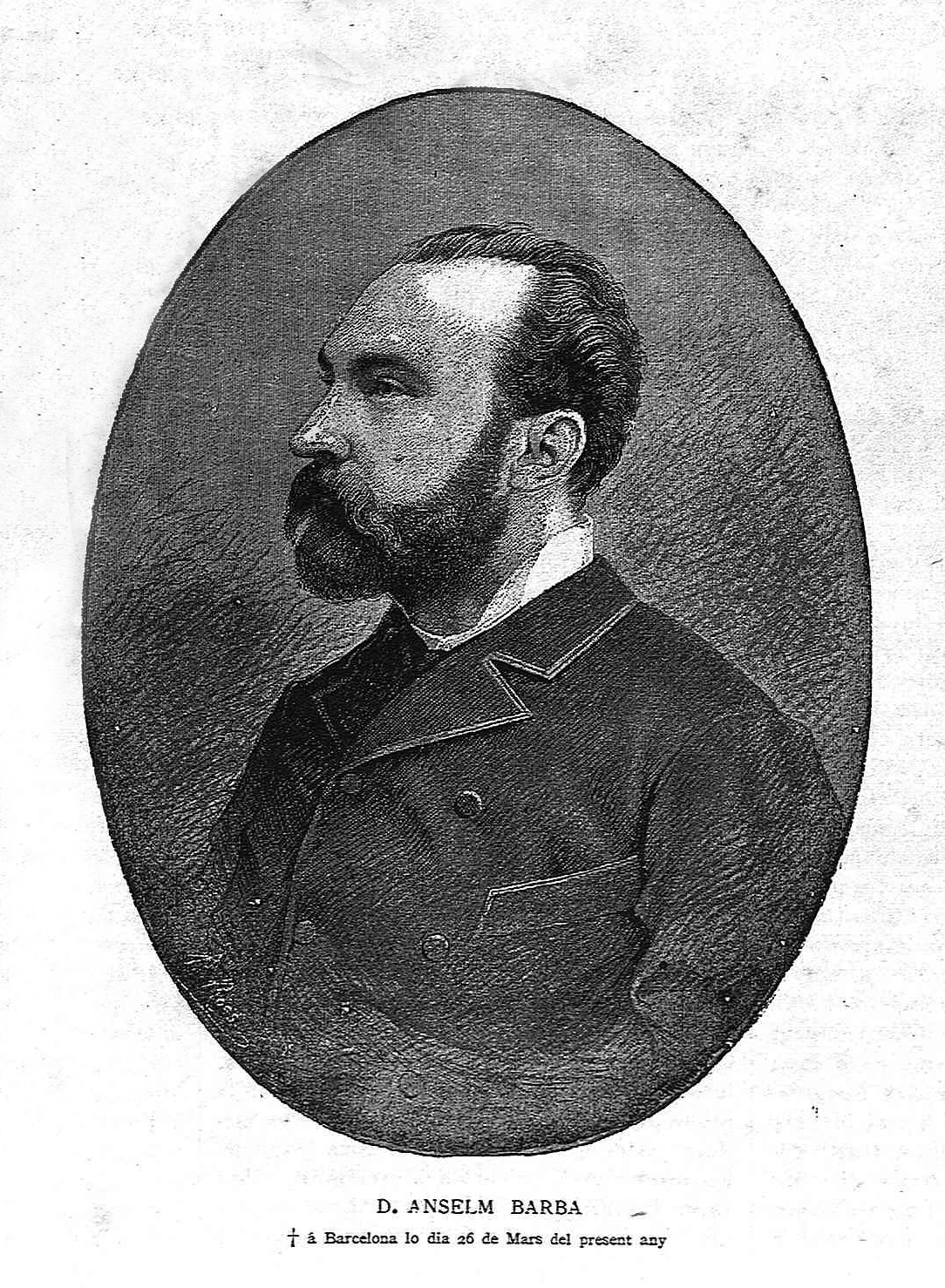
Anselm Barba i Balansó 1883

Anselm Barba i Balansó (* spanisch auch Anselmo Barba y Balanzó, 18. April 1848 in Barcelona; † 26. März 1883 ebenda) war ein katalanischer Komponist der Romantik, Organist und Musikpädagoge.

## Leben und Werk
Anselm Barba studierte Musik bei Bartomeu Blanch an der Escolania de Montserrat.
Er war Organist und Kapellmeister der Kathedrale von Barcelona und der Església de Santa Anna in Barcelona. Er hatte große Achtung vor den deutschen Komponisten seiner Zeit und bewunderte insbesondere Richard Wagner. Er reiste nach Bayreuth, um dort als Mitglied der katalanischen Patronatsdelegation der Bayreuther Festspiele an der Uraufführung des Parsifal  teilzunehmen. Er gehörte der Barceloneser Wagner Gesellschaft an und setzte sich intensiv für die Verbreitung des Werkes von Wagner ein. Er organisierte Konzerte und spielte dabei selbst das Harmonium im Teatre Novetats und im Ateneu Barcelonès. Zu seinen Schülern zählten Isaac Albéniz, Francesc Alió und Antoni Noguera.
Barba selbst komponierte hauptsächlich geistliche Musik, unter anderem ein Requiem für die verstorbene spanische Königin María de las Mercedes sowie eine Messe im pastoralen Stil, beide für großes Orchester, einige Motetten und Stücke für Gesang und Klavier.
Er starb am 26. März 1883 in Barcelona an Pocken. Er wurde auf dem Cementiri del Poblenou in Barcelona beigesetzt.